# Enigmail
Enigmail — открытое программное обеспечение, предназначенное для ведения зашифрованной переписки и распространяемое в виде дополнения к почтовым клиентам Mozilla Thunderbird и SeaMonkey. Дополнение поддерживает шифрование, расшифровку и подпись электронных писем с использованием криптосистемы с открытым ключом PGP. Enigmail доступен для многих операционных систем, в том числе для Microsoft Windows и Unix-подобных (включая Mac OS X и Linux). Криптографические функции реализуются посредством GNU Privacy Guard. Enigmail совместим с другими почтовыми клиентами, поддерживающими шифрование по протоколам PGP/MIME и inline PGP, такими как: Microsoft Outlook с пакетом Gpg4win, Evolution, KMail, Claws Mail, Gnus, Mutt.
Дебютный релиз Enigmail состоялся в 2001 году. Первоначально разработкой руководил Рамалингам Сараванан (Ramalingam Saravanan). С 2003 года руководителем проекта стал Патрик Бруншвиг (Patrick Brunschwig).
Начиная в версии 2.0 Enigmail по умолчанию перешёл на режим шифрования p≡p, что вызвало критику сообщества из-за отсутствия стандартизации, поддержки другими распространёнными почтовыми программами и недостаточной документированности. Однако классический режим доступен после переключения в соответствующем пункте настроек. В новой версии был также реализован режим загрузки недоступных публичных ключей с серверов ключей WKD и шифрование заголовка письма.
В октябре 2019 года разработчики Thunderbird анонсировали встроенную поддержку шифрования и подписи на базе OpenPGP Thunderbird 78 для замены надстройки Enigmail. В основе лежит изменение кодовой базы Thunderbird, исключающее поддержку устаревших надстроек. Поскольку для этого потребуется переписать Enigmail с нуля, Патрик Бруншвиг вместо этого поддерживает команду Thunderbird в собственной реализации в Thunderbird. Enigmail будет поддерживаться для Thunderbird 68 в течение 6 месяцев после выпуска Thunderbird 78. На поддержку Enigmail для Postbox это не повлияет.